# 莎莉·波特
夏綠蒂·莎莉·波特（英語：Charlotte Sally Potter；1949年9月19日—）是英國電影工作者。

## 生平
莎莉·波特在倫敦的出生成長，母親是音樂老師，父親則是一位室內設計師與詩人，從小在無神論的家庭中成長，弟弟尼克·波特為前衛搖滾樂隊范德格拉夫發電機樂隊貝斯手。
她14歲起便用8釐米錄影機自己拍攝影片，並因為想要拍攝電影而於16歲時輟學。她後來在倫敦學習舞蹈與作曲，並成立自己的舞團。1992年，她執導的第二部劇情長片《美麗佳人歐蘭朵》獲選為第49屆威尼斯影展正式競賽片，並廣受好評；2000年，她以《縱情四海》第二度進入第57屆威尼斯影展正式競賽單元。莎莉·波特後來以《名模@爆料》(2009)、《失控派對》(2017)與《未走過的路》(2020)三度進入柏林影展正式競賽單元。

## 電影作品

### 劇情長片
- 1983年：《淘金女郎（英语：The Gold Diggers (1983 film)）》(The Gold Diggers)
- 1992年：《美麗佳人歐蘭朵》(Orlando)
- 1997年：《夢幻舞神》(The Tango Lesson)
- 2000年：《縱情四海》(The Man Who Cried)
- 2004年：《Yes（英语：Yes (film)）》(Yes)
- 2009年：《名模@爆料（英语：Rage (2009 American film)）》(Rage)
- 2012年：《琴與羅莎》(Ginger & Rosa)
- 2017年：《失控派對（英语：The Party (2017 film)）》(The Party)
- 2020年：《未走過的路》(The Roads Not Taken)

### 紀錄片
- 1986年：《淚水、笑聲、恐懼與憤怒》(Tears, Laughter, Fear & Rage)
- 1988年：《我是牛，我是馬，我是男人，我是女人》(I Am an Ox, I Am a Horse, I Am a Man, I Am a Woman)

## 外部連結
- 莎莉·波特在互联网电影资料库（IMDb）上的資料（英文）